# بولوارد پارک (واشینگتن)
بولوارد پارک (به انگلیسی: Boulevard Park) یک منطقهٔ مسکونی در ایالات متحده آمریکا است که در شهرستان کینگ، واشینگتن واقع شده‌است. بولوارد پارک ۴٫۱۸۰ کیلومتر مربع مساحت و ۵٬۲۸۷ نفر جمعیت دارد.